# جام در جام اروپا ۸۳–۱۹۸۲
فصل ۸۳–۱۹۸۲، از مسابقات فوتبال جام برندگان جام اروپا، با برتری ۲ بر ۱ آبردین مقابل رئال مادرید در وقت اضافه،در فینال این رقابت‌ها و در ورزشگاه اولوی به پایان رسید.

## دور مقدماتی
| تیم ۱                     | نتیجه‌نهایی | تیم ۲              | بازی رفت | بازی برگشت |
| ------------------------- | ---------- | ------------------ | -------- | ---------- |
| باشگاه فوتبال آبردین      | 11–1       | باشگاه فوتبال سیون | 7–0      | 4–1        |
| باشگاه فوتبال سوانزی سیتی | 3–1        | باشگاه ورزشی براگا | 3–0      | 0–1        |

## دور اول
| تیم ۱                         | نتیجه‌نهایی                      | تیم ۲                           | بازی رفت | بازی برگشت |
| ----------------------------- | ------------------------------- | ------------------------------- | -------- | ---------- |
| Coleraine                     | 0–7                             | باشگاه فوتبال تاتنهام هاتسپر    | 0–3      | 0–4        |
| باشگاه فوتبال تورپدو مسکو     | 1–1 (قانون گل زده در خانه حریف) | باشگاه فوتبال بایرن مونیخ       | 1–1      | 0–0        |
| باشگاه فوتبال آبردین          | 1–0                             | باشگاه فوتبال دینامو تیرانا     | ۱–۰      | ۰–۰        |
| ÍBV                           | 0–4                             | باشگاه فوتبال لخ پوزنان         | 0–1      | 0–3        |
| باشگاه فوتبال سوانزی سیتی     | 17–0                            | Sliema Wanderers                | 12–0     | 5–0        |
| باشگاه فوتبال لوکوموتیو صوفیه | ۲–۵                             | باشگاه فوتبال پاری سن-ژرمن      | 1–0      | 1–5        |
| باشگاه فوتبال دینامو درسدن    | 4–4 (قانون گل زده در خانه حریف) | B.93                            | 3–2      | 1–2        |
| Waterschei Thor               | 8–1                             | Red Boys Differdange            | 7–1      | 1–0        |
| باشگاه فوتبال گالاتاسرای      | 3–2                             | باشگاه فوتبال کوسیسی            | 2–1      | 1–1        |
| باشگاه فوتبال آستریا وین      | 3–2                             | باشگاه فوتبال پاناتینایکوس      | 2–0      | 1–2        |
| باشگاه فوتبال لیلستروم        | 0–7                             | باشگاه فوتبال ستاره سرخ بلگراد  | 0–4      | 0–3        |
| باشگاه فوتبال بارسلونا        | 9–1                             | باشگاه فوتبال آپولون لیماسول    | ۸–۰      | ۱–۱        |
| Limerick                      | 1–2                             | باشگاه فوتبال آزد آلکمار        | 1–1      | 0–1        |
| باشگاه فوتبال اینتر میلان     | 3–2                             | باشگاه فوتبال اسلوان براتیسلاوا | 2–0      | 1–2        |
| Baia Mare                     | ۲–۵                             | باشگاه فوتبال رئال مادرید       | 0–0      | 2–5        |
| باشگاه فوتبال گوتبورگ         | 2–4                             | باشگاه فوتبال اویپشت            | 1–1      | 1–3        |

## دور دوم
| تیم ۱                          | نتیجه‌نهایی | تیم ۲                      | بازی رفت | بازی برگشت |
| ------------------------------ | ---------- | -------------------------- | -------- | ---------- |
| باشگاه فوتبال تاتنهام هاتسپر   | 2–5        | باشگاه فوتبال بایرن مونیخ  | 1–1      | 1–4        |
| باشگاه فوتبال آبردین           | 3–0        | باشگاه فوتبال لخ پوزنان    | 2–0      | 1–0        |
| باشگاه فوتبال سوانزی سیتی      | 0–3        | باشگاه فوتبال پاری سن-ژرمن | 0–1      | 0–2        |
| B.93                           | 1–6        | Waterschei Thor            | 0–2      | 1–4        |
| باشگاه فوتبال گالاتاسرای       | 3–4        | باشگاه فوتبال آستریا وین   | 2–4      | 1–0        |
| باشگاه فوتبال ستاره سرخ بلگراد | 3–6        | باشگاه فوتبال بارسلونا     | 2–4      | 1–2        |
| باشگاه فوتبال آزد آلکمار       | 1–2        | باشگاه فوتبال اینتر میلان  | 1–0      | 0–2        |
| باشگاه فوتبال رئال مادرید      | 4–1        | باشگاه فوتبال اویپشت       | 3–1      | 1–0        |

## یک‌چهارم نهایی
| تیم ۱                      | نتیجه‌نهایی                      | تیم ۲                     | بازی رفت | بازی برگشت      |
| -------------------------- | ------------------------------- | ------------------------- | -------- | --------------- |
| باشگاه فوتبال بایرن مونیخ  | 2–3                             | باشگاه فوتبال آبردین      | 0–0      | 2–3             |
| باشگاه فوتبال پاری سن-ژرمن | 2–3                             | Waterschei Thor           | 2–0      | 0–3 (وقت اضافه) |
| باشگاه فوتبال آستریا وین   | 1–1 (قانون گل زده در خانه حریف) | باشگاه فوتبال بارسلونا    | 0–0      | 1–1             |
| باشگاه فوتبال اینتر میلان  | 2–3                             | باشگاه فوتبال رئال مادرید | 1–1      | 1–2             |

## نیمه‌نهایی
| تیم ۱                    | نتیجه‌نهایی | تیم ۲                     | بازی رفت | بازی برگشت |
| ------------------------ | ---------- | ------------------------- | -------- | ---------- |
| باشگاه فوتبال آبردین     | 5–2        | Waterschei Thor           | 5–1      | 0–1        |
| باشگاه فوتبال آستریا وین | 3–5        | باشگاه فوتبال رئال مادرید | 2–2      | 1–3        |

## فینال
| باشگاه فوتبال آبردین   | 2–1 (وقت اضافه) | باشگاه فوتبال رئال مادرید |
| ---------------------- | --------------- | ------------------------- |
| Black ۷' · Hewitt ۱۱۲' | Report Report 2 | خوان گومز ۱۵' (پنالتی)    |

## گلزنان برتر
| رتبه | بازیکن            | تیم                       | گل |
| ---- | ----------------- | ------------------------- | -- |
| ۱    | کارلوس سانتیانا   | باشگاه فوتبال رئال مادرید | ۸  |
| ۲    | Lárus Guðmundsson | Waterchei Thor            | ۶  |
| ۲    | Mark McGhee       | باشگاه فوتبال آبردین      | ۶  |
| ۴    | تونی پولستر       | باشگاه فوتبال آستریا وین  | ۵  |
| ۴    | John Hewitt       | باشگاه فوتبال آبردین      | ۵  |
| ۴    | دیگو مارادونا     | باشگاه فوتبال بارسلونا    | ۵  |
| ۴    | برند شوستر        | باشگاه فوتبال بارسلونا    | ۵  |
| ۸    | Jeremy Charles    | باشگاه فوتبال سوانزی سیتی | ۴  |
| ۸    | Eric Black        | باشگاه فوتبال آبردین      | ۴  |
| ۸    | Pier Janssen      | Waterchei Thor            | ۴  |